# Cyfry znaczące
Cyfry znaczące, cyfry wartościowe – cyfry rozwinięcia dziesiętnego mierzonej wielkości fizycznej, począwszy od pierwszej cyfry niezerowej aż do ostatniej cyfry, której wartość nie zmienia się wewnątrz przyjętego przedziału ufności.[wymaga weryfikacji?]
Przykład: 

W wyniku pomiaru określono wartość napięcia na
0,001 023 41 V,
przy czym dokładność pomiaru wynosi ±0,000 003 V.
Wiemy zatem, że mierzone napięcie zawiera się w przedziale ufności
(0,001 020 41 V; 0,001 026 41 V)
Mamy zatem trzy cyfry znaczące:
0,001 02 V.